# Jerneja Brecl
Jerneja Brecl, nekdanja slovenska smučarska skakalka, * 9. avgust 2001, Maribor. Ima dva brata, ki tudi trenirata smučarske skoke in sestro Viktorijo, ki je trenirala skoke zgolj kratek čas. Jerneja je na treningu svetovmega prvenstva leta 2021 v kvalifikacijah dosegla 4. mesto. Leta 2020 je opravila maturo in se tem zaključila gimnazijo.
Kot prva punca je otvorila novo skakalnico v Velenju.
Največji uspeh je dosegla z ekipno zmago (v postavi še Nika Križnar, Katra Komar in Ema Klinec) v švicarskem Kanderstegu na mladinskem svetovnem prvenstvu, kjer ima še dve srebrni in tri bronaste medaljo. Zadnje mladinsko je leta 2021 zaključila ponovno z medaljo. Oktobra leta 2022 je končala skakalno kariero. Razlog za to ni povsem znan, domneva pa se, da se je tako odločila zaradi določenih nesoglasij.